# Alrauna
Alrauna (mandragula, lat. Mandragora), biljni rod iz porodice krumpirovki (pomoćnica) kojem pripada četiri vrste ljekovitih trajnica iz Europe, sjeverne Afrike i Azije.
U Hrvatskoj je prisutna kritično ugrožena M. officinarum, poznata kao mandragora, nadliška, velje zelje, jabučina, okoločep, zelje veliko,  bunovina i drugim nazivima.

## Vrste
1. Mandragora autumnalis Bertol.
2. Mandragora caulescens C.B.Clarke
3. Mandragora officinarum L.
4. Mandragora turcomanica Mizgir.

## Galerija
- korijen, Mandragora autumnalis, smatra se sinonimom za M. officinarum
- plodovi, Mandragora officinarum